# Mondi di cristallo Swarovski
Mondi di cristallo Swarovski (dal tedesco Swarovski Kristallwelten) è un museo e attrazione turistica situata a Wattens, in Austria.

## Storia
Mondi di cristallo Swarovski venne progettato dall'artista André Heller e aperto nel 1995 per festeggiare il centenario della nascita dell'azienda Swarovski. Mondi di cristallo venne ulteriormente ampliato nel 1998, nel 2003 e nel 2007. Nel 2009, la maggior parte dei visitatori proveniva dalla Germania (26%), seguiti da persone dell'Austria (13%), dell'Italia (11%), dell'India (8%) e della Cina (5%). Grazie ai suoi 680 000 visitatori nel 2011, Mondi di cristallo fu l'ottava attrazione più visitata in Austria durante quell'anno. Dal mese di ottobre del 2014 fino al 30 aprile 2015, il museo fu oggetto di un piano di ristrutturazione e ampliamento in occasione del centoventesimo anniversario della nascita dell'azienda Swarovski e del ventesimo anniversario del parco. L'area dei mondi, che era un tempo larga 3,5 ettari, venne estesa fino a 7,5 ettari e furono aggiunte una nuvola composta da 800 000 cristalli, un'area gioco e un ristorante. I lavori giunsero a costare circa 34 milioni di euro.

## Descrizione
La principale attrazione di Mondi di cristallo è il gruppo di diciassette sale espositive a cui si accede da un ingresso decorato da una grande testa da cui sgorgano dei flutti d'acqua (il "gigante"). Le sale sono ispirate alle wunderkammer del XVI secolo, e sono state realizzate o ispirate a celebri artisti, designer e architetti fra cui Brian Eno, Tord Boontje, Niki de Saint Phalle, Jim Whiting, Keith Haring, Andy Warhol, Salvador Dalí e Yayoi Kusama. Mondi di cristallo dispone anche di vari servizi e aree intrattenimento fra cui un parco, un negozio e un ristorante.

## Galleria d'immagini

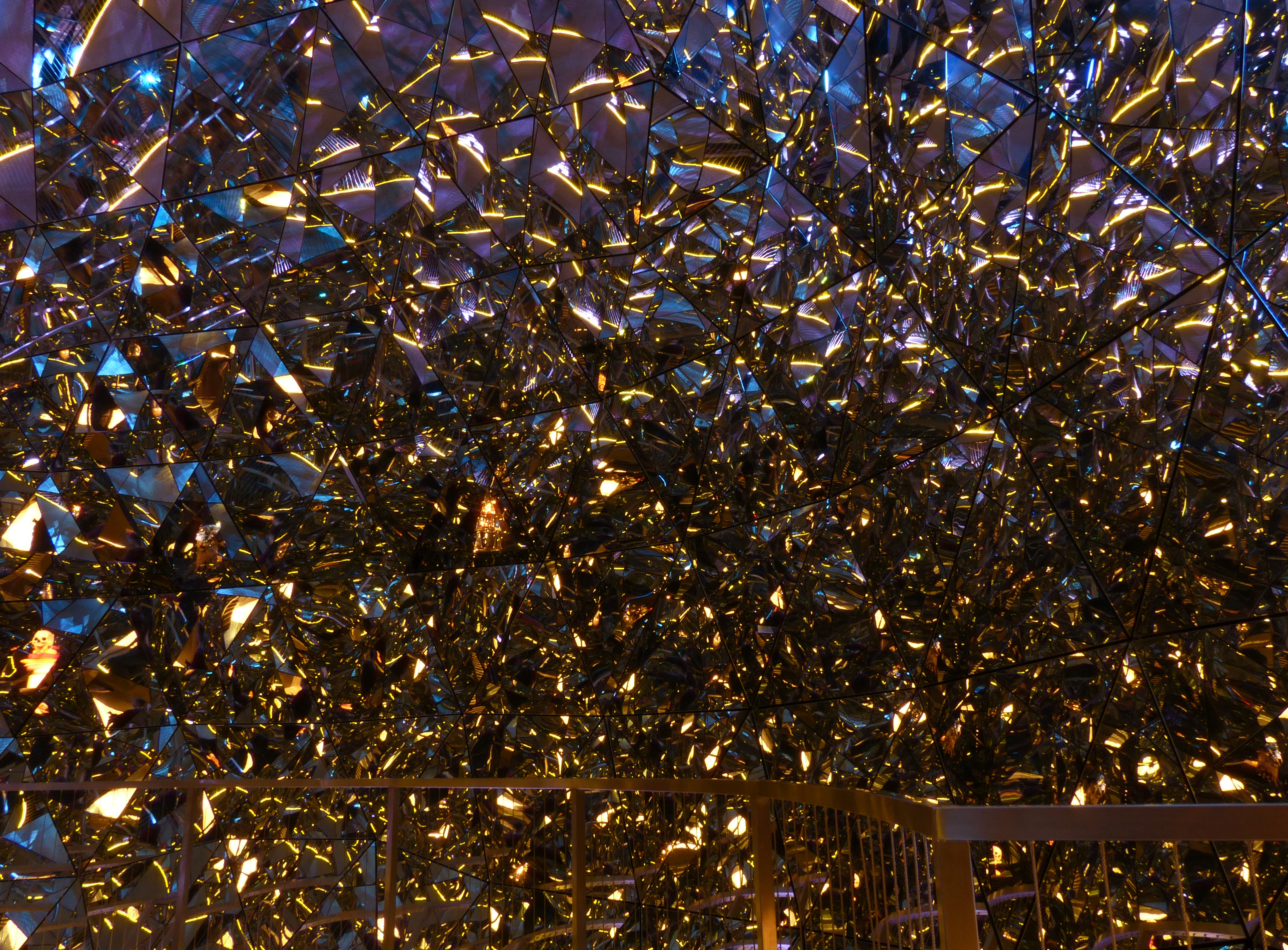
Kristalldom
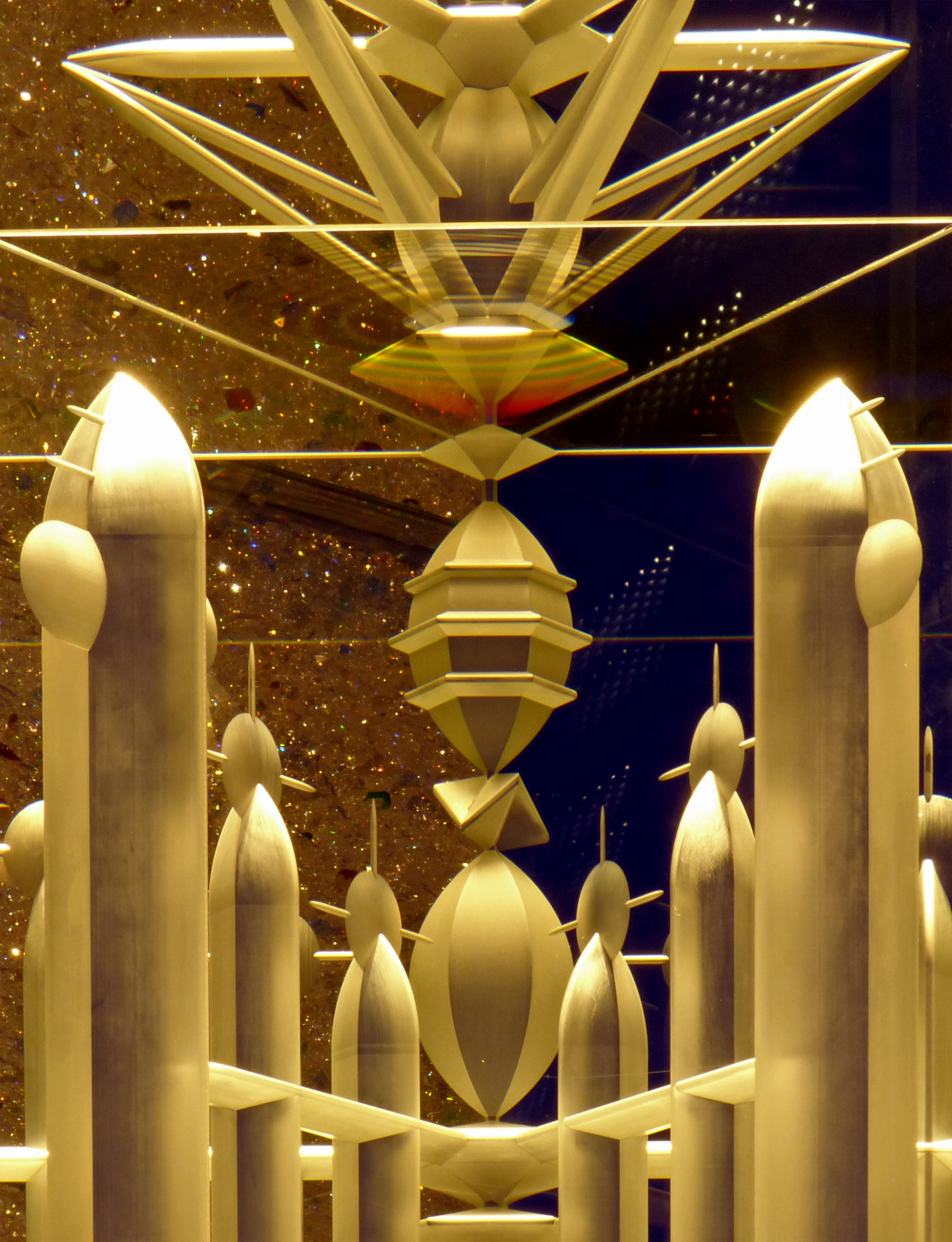
Eisgasse
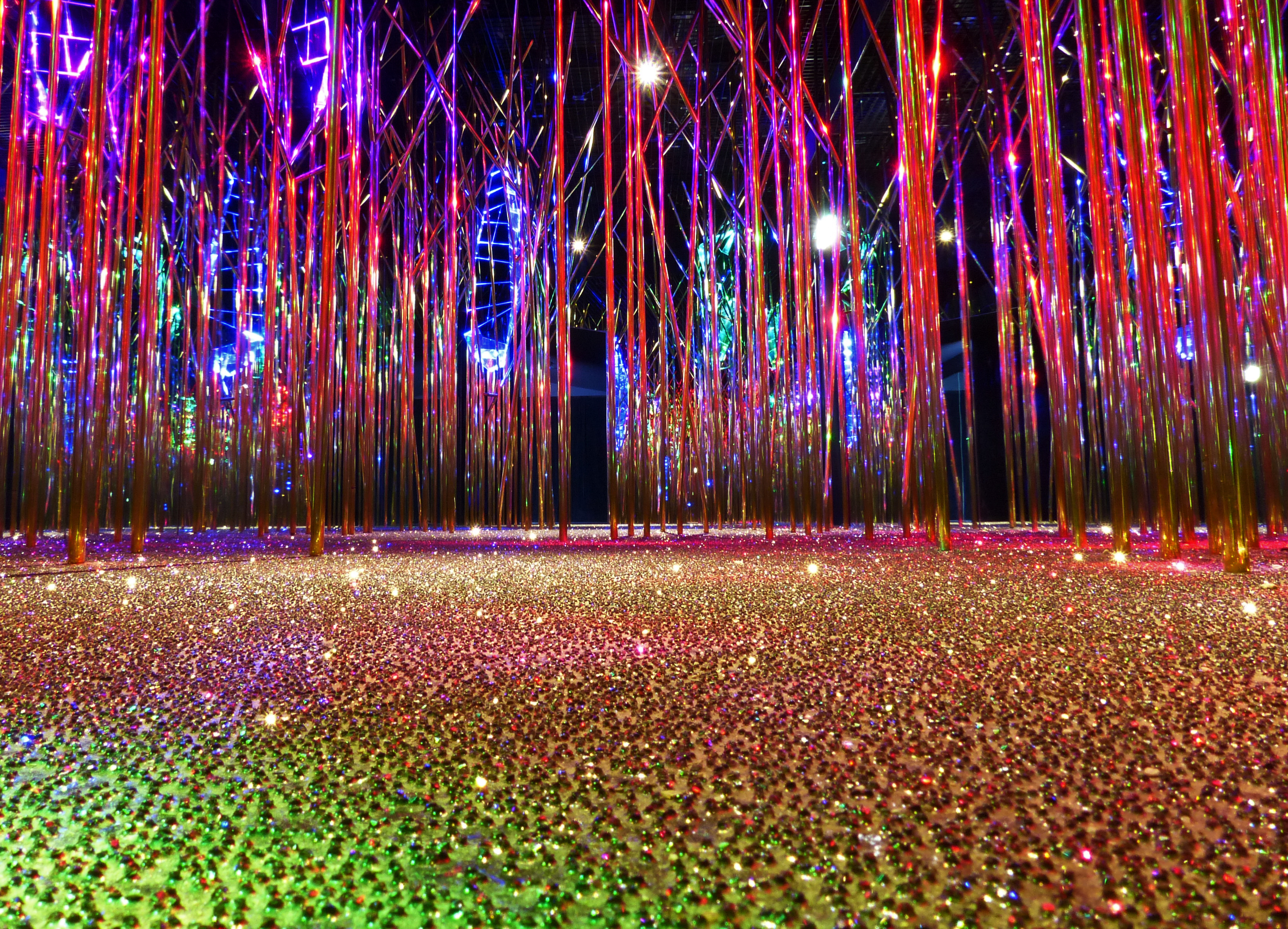
Eden
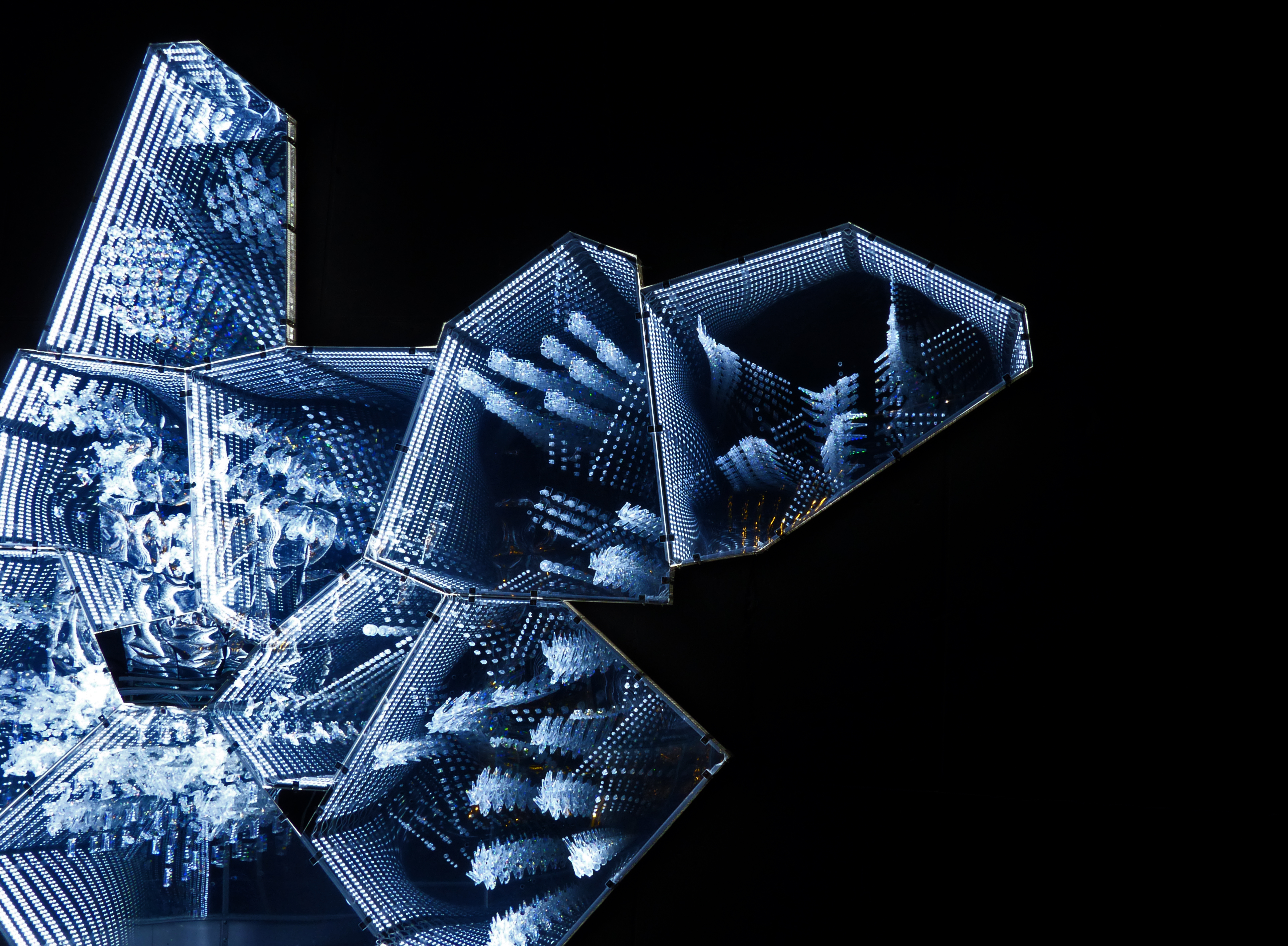
Into Lattice Sun